# Pierre de Decker
Pierre (Pieter) Jacques François de Decker (25. januar 1812 i Zele – 4. januar 1891, Bruxelles) var en katolsk belgisk politiker, statsmand og forfatter.
Han fik sin skoleuddannelse på en jesuitterskole, studerede jura i Paris og blev journalist ved Revue de Bruxelles. I 1839 blev han valgt til det belgiske parlaments 2. kammer hvor han opnåede stort ry for sine talegaver. Han var medlem af parlamentet fra 1839 – 1866. Som sådan tog han historiske initiativer til at fremme det nederlandske (flamske) sprog, som var blevet fjernet fra det politiske liv i Belgien efter den belgiske revolution i 1830 – som havde adskilt Belgien fra Holland, uagtet at flertallet af befolkningen i Flandern talte flamsk. De Decker var ophavsmand til 'Pétitionnement en faveur de la langue Flamande' i 1840 og nedsættelse af 'den flamske kommission' i 1855.
I 1855 blev han premierminister og samtidig indenrigsminister. Som sådan var han den første siden revolutionen, som vovede at tale til parlamentet på flamsk. Han forsøgte, ved at forene moderate kræfter i det katolske og det liberale parti, at løse de spørgsmål indenfor bl.a. undervisning, som splittede Belgien.
I 1866 trak han sig tilbage fra politik og blev forretningsmand – med katastrofale resultater. Han blev involveret i finansielle spekulationer, som kostede ham hans gode navn og størstedelen af hans formue, og selv om det aldrig blev bevist at han havde været andet end et offer for smarte pengemænd, lød der et protesthyl, da han i 1871 blev udpeget af den katolske regering til at være guvernør i  Limburg, og han trak sig tilbage og helligede sig privatlivet. Han døde i 1891.